# Shek Pik Reservoir
Shek Pik Reservoir (kinesiska: 石壁水庫, 石壁水库) är en reservoar i Hongkong (Kina). Den ligger i den västra delen av Hongkong. Shek Pik Reservoir ligger 41 meter över havet. Arean är 0,83 kvadratkilometer. Den ligger på ön Tai Yue Shan.  Den sträcker sig 1,4 kilometer i nord-sydlig riktning, och 1,1 kilometer i öst-västlig riktning.